# Elvira Aguilar Angulo
Elvira Aguilar Angulo (Chetumal, 1964) es una escritora y profesora mexicana.

## Biografía
Nacida en Chetumal, Quintana Roo, en 1964, obtuvo una licenciatura en ciencias de la comunicación por la Universidad Autónoma de Nuevo León (UANL) y una maestría en educación por la Universidad Interamericana para el Desarrollo (UNID).
Durante su carrera se ha desempeñado como profesora universitaria y de nivel medio superior; así como productora, guionista y conductora de radio y televisión. Actualmente, coordina la Red Estatal de Bibliotecas Públicas de Quintana Roo y es colaboradora en la revista Río Hondo.
Es autora de diversos libros de poesía y narrativa como: Mujeres de sal (1997), Cierro los ojos y te miro (2011), y Nunca estuve sola: Testimonio de mujeres maravillosas en su lucha contra el cáncer (2022). Así mismo su obra ha sido publicada en múltiples antologías.

## Publicaciones seleccionadas

### Antologías
- Briceño, Carlos Martín, ed. (2017). Sureste: antología de cuento contemporáneo de la península. Ciudad de México: Ficticia (Biblioteca de Cuento Contemporáneo). ISBN 9786075210841.
- Pedroza, Liliana, ed. (2020). A golpe de linterna : más de 100 años de cuento mexicano, vol. 3 : Exploradoras. Monterrey, Nuevo León: Atrasalante (Narrativa). ISBN 9786079471439.

### Narrativa
- Aguilar, Elvira (2011). Cierro los ojos y te miro (1. edición). México DF: Ficticia Editorial. ISBN 9786077693291.
- Aguilar Angulo, Elvira (2022). Nunca estuve sola: Testimonio de mujeres maravillosas en su lucha contra el cáncer. Librerio Ed. ISBN 9798433555945.

### Poesía
- Aguilar Angulo, Elvira (1997). Mujeres de sal. Bacalar: Nave de Papel.